# Stazione di Villa San Giovanni Mare
La stazione di Villa San Giovanni Mare è una stazione di interscambio tra treno e traghetto e di imbarco dei viaggiatori e dei rotabili ferroviari per il collegamento della rete ferroviaria della Calabria alla Sicilia.

## Storia
La stazione Marittima di Villa San Giovanni fu inaugurata il 1º marzo 1905 insieme al collegamento tra lo scalo e la stazione di Villa San Giovanni per permettere il servizio di traghettamento dei rotabili ferroviari da/per la Sicilia.

## Strutture e impianti
La stazione è dotata di tre invasature ferroviarie più una per navi bidirezionali (cosiddetta "Invasatura Zero") per soli automezzi. In origine aveva solo un'invasatura, ma con l'aumento del traffico ferroviario furono aggiunte le altre due ferroviarie e con l'inizio del trasporto gommato fu aggiunta l'Invasatura Zero.

## Interscambi
Dalla stazione di Villa San Giovanni Mare è possibile l'interscambio con le navi traghetto per Messina e Tremestieri.